# Yvon Coudé du Foresto
Yvon Coudé du Foresto est un homme politique français, né à Piedicroce (Corse) le 10 février 1897 et mort à Niort le 24 janvier 1980.

## Biographie

### Famille
La famille Coudé du Foresto fait partie des familles subsistantes d'ancienne bourgeoisie de Bretagne, où elle possédait le fief de Foresto, dans le diocèse de Vannes. Son chef de famille, conseiller au présidial de Vannes, cherche au XVIIe siècle à s'agréger à la noblesse et essuie un refus de la Chambre des Comptes en 1669. En sont issus notamment l'amiral Louis-Marie Coudé et Joseph-Louis Coudé.
Yvon Coudé du Foresto est le fils de Louis Coudé du Foresto, ingénieur, et de Suzanne Bouteillier.

### Carrière
Yvon Coudé du Foresto fait ses études au lycée Fontanes de Niort. Il s'engage le jour de ses 18 ans au 8e Dragon puis est affecté à l'armée de l'air et devient instructeur de l'escadrille C 134. Il est gazé en 1917. À sa démobilisation, il est admis à l'Ecole Supérieure d'Electricité et à l'École spéciale de mécanique et d'électricité et ressort diplômé des deux. Il est ensuite ingénieur à Thomson-Houston puis à Alsthom. En 1942, il prend la gestion d'une entreprise familiale de minoterie et d'alimentation du bétail dans les Deux-Sèvres. Il va alors présider de nombreux organismes professionnels nationaux et régionaux, comme le Groupement national des fabricants d'alimentation pour le bétail et la Chambre de commerce de son département.
Élu conseiller municipal de Niort en 1945, il devient en décembre 1946 membre (MRP) du Conseil de la République. Il est au palais du Luxembourg un spécialiste reconnu des problèmes alimentaires. Il entre en novembre 1947 dans le gouvernement Robert Schuman puis dans ceux d'André Marie et d'Henri Queuille. L'impopularité de sa fonction, face à la pénurie de l'immédiat après-guerre, le fait battre aux élections de 1948. Il est réélu (RI) en 1952. Il poursuit au Conseil de la République une très grande activité sur des questions nationales et internationales telles que le traité de la CECA, l'énergie ou la recherche scientifique. En juin 1958, Yvon Coudé du Foresto se prononce pour les pleins pouvoirs au général de Gaulle et est réélu (candidat isolé) en juin 1958 puis aux élections sénatoriales d'avril 1959. Il reste sénateur jusqu'en 1977, à ses 80 ans, et se suicide trois ans plus tard,.
Il est évoqué dans le 97e des 480 souvenirs cités par Georges Perec dans Je me souviens.

## Fonctions
- Conseiller de la République des Deux-Sèvres de 1946 à 1948 puis de 1955 à 1958, sénateur des Deux-Sèvres de 1958 à 1977
- Sous-secrétaire d'État à l'Agriculture dans le gouvernement Robert Schuman (1) du 26 novembre 1947 au 19 juillet 1948
- Secrétaire d'État au Ravitaillement dans le gouvernement André Marie du 26 juillet au 27 août 1948
- Secrétaire d'État aux Affaires économiques et au Ravitaillement dans le gouvernement Robert Schuman (2) du 5 au 7 septembre 1948
- Secrétaire d'État aux Affaires économiques et au Ravitaillement dans le gouvernement Henri Queuille (1) du 20 novembre 1948 au 5 octobre 1949

## Biographie